# Euskadi Ta Askatasuna
Euskadi Ta Askatasuna (lett. "Paese basco e libertà", pron. basca: [eus̺kaði ta as̺katas̺una]) anche nota con l'acronimo di ETA, è stata un'organizzazione armata terroristica basco-nazionalista indipendentista con una fazione marxista-leninista, sciolta nel 2018, il cui scopo era l'indipendenza del popolo basco.
Creata nel 1958 come associazione studentesca clandestina per sostenere l'indipendentismo basco, si accosterà alla lotta armata verso la metà degli anni 1960 per poi cessare la propria attività armata (ma non quella politica e di pacificazione del conflitto) il 20 ottobre 2011. L'ETA è stata responsabile dell'uccisione di oltre 800 persone, e considerata un'organizzazione terroristica da diversi Stati, tra cui la Spagna, la Francia e gli Stati Uniti d'America, oltre che dall'Unione europea.
Il partito Batasuna era considerato il suo braccio politico: le sue attività furono poi dichiarate illegali e sospese a partire dall'agosto del 2002.

## Storia
La storia dell'ETA comincia nel 1958, dalla scissione degli Ekin dal Partito nazionalista basco, quando un gruppo di giovani studenti nazionalisti fonda clandestinamente l'Euskadi ta Askatasuna ("Paese Basco e Libertà").

### Gli attentati dell'ETA
Il primo attentato avviene il 7 giugno 1968, quando viene uccisa la guardia civile José Pardines; il 2 agosto dello stesso anno viene ucciso Melitón Manzanas, dirigente della Brigada Social (polizia politica) di Gipuzkoa.
Il 20 dicembre 1973 nell'attentato, denominato dai media Operación Ogro, viene assassinato l'ammiraglio Luis Carrero Blanco, capo del governo e possibile successore del dittatore Francisco Franco, che con lo Stato centralista aveva spazzato via nel 1942 l'autonomia basca. Con lui muoiono l'autista e un agente di scorta. La tecnica è quella dell'utilizzo di una potentissima carica esplosiva piazzata in un tunnel sotto il livello della strada. La potenza dell'esplosione scaraventò l'automobile dell'ammiraglio spagnolo a oltre 30 metri di altezza.
Il 13 settembre 1974, dodici persone vengono uccise nell'esplosione di una bomba alla caffetteria "Rolando" a Madrid. Dopo la morte del dittatore Francisco Franco nel 1975, con la transizione democratica fu concessa un'amnistia ai membri dell'organizzazione, che però non servì a fermare la spirale di violenza.
Il 4 ottobre 1976 l'ETA uccide, a San Sebastián, Juan María de Araluce y Villar, consigliere del Regno. Nel 1978 viene fondato Herri Batasuna, il partito nazionalista, considerato il braccio politico dell'organizzazione separatista.
Il 29 luglio 1979, una serie di esplosioni colpisce alcuni obiettivi in Spagna, ovvero l'aeroporto di Madrid-Barajas, la stazione ferroviaria di Chamartín, nella periferia settentrionale di Madrid, e la stazione di Atocha nel centro della capitale. Le esplosioni provocano 7 morti e un centinaio di feriti.
Il 12 aprile 1985 esplode una bomba in un ristorante di Torrejón de Ardoz, "El Descanso", provocando 17 morti e 82 feriti; il ristorante era molto frequentato dal personale statunitense della vicina base aerea. L'attentato viene rivendicato anche dalla Jihād islamica.
Il 14 luglio 1986 un'autobomba esplode in piazza della Repubblica Dominicana, a Madrid, uccidendo 12 agenti della Guardia Civil.

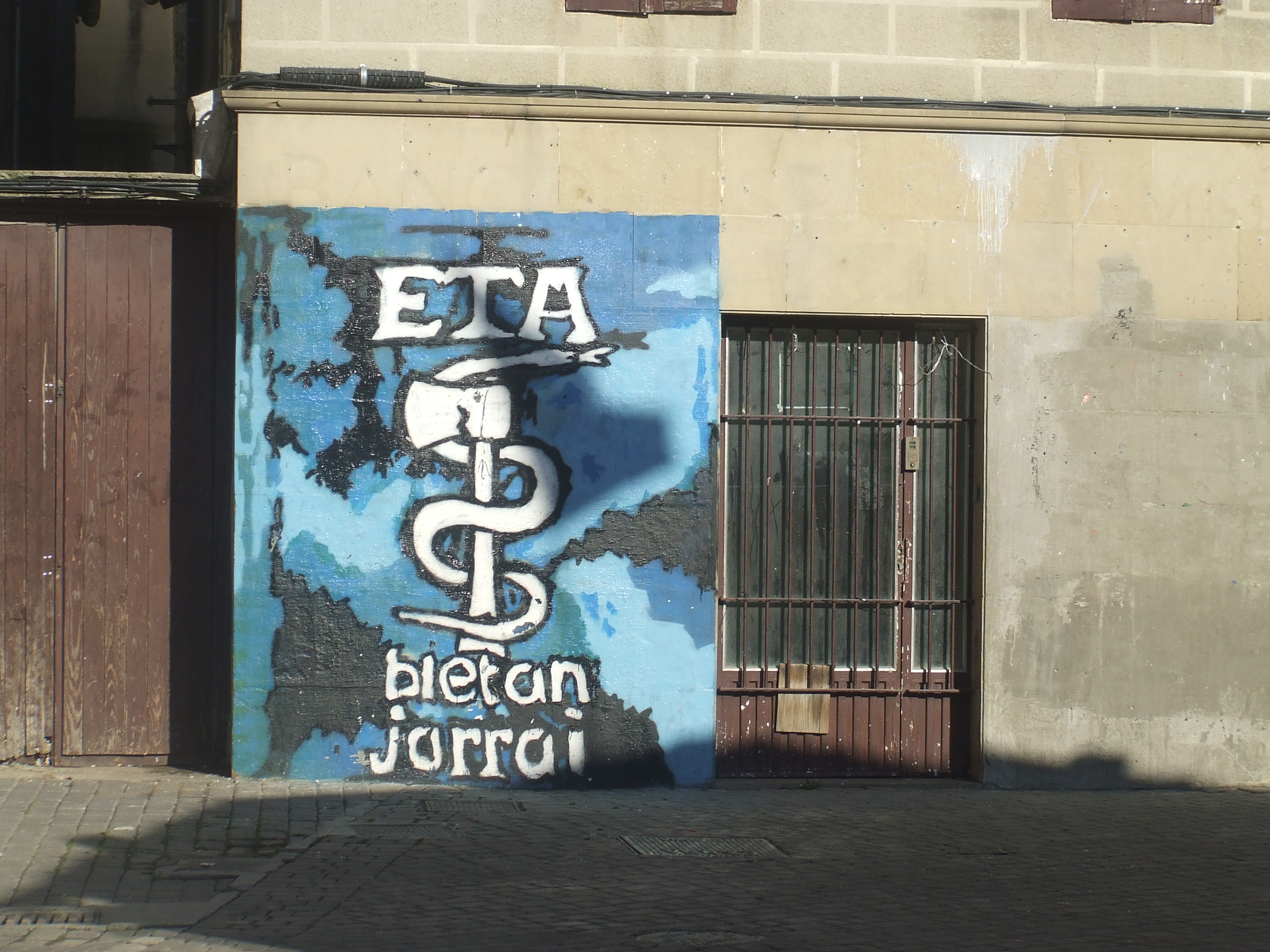
Acronimo di ETA ad Altsasu, comune della comunità autonoma di Navarra

Il 19 giugno 1987 un'autobomba esplode nel sotterraneo di un grande magazzino del centro commerciale Hipercor (parte de El Corte Inglés), a Barcellona, provocando 21 morti e 45 feriti. In occasione di questo attentato l'ETA diramò un comunicato in cui affermava che «si è trattato di un errore».
Meno di 6 mesi dopo, a Saragozza, un'autobomba davanti ad un palazzo della Guardia Civil uccide 11 persone, ferendone altre 40.
Il 29 maggio 1991 dieci persone rimangono uccise in un attentato contro la Guardia Civil di Vic, nei dintorni di Barcellona. Dopo numerosi altri attentati e omicidi eccellenti, avviene un tentativo fallito di negoziato ad Algeri tra il governo spagnolo e l'ETA. Morte le speranze di un accordo, nel 1992 viene arrestato il capo militare dell'organizzazione, Francisco Mujika Garmendia, nome di battaglia "Pakito".

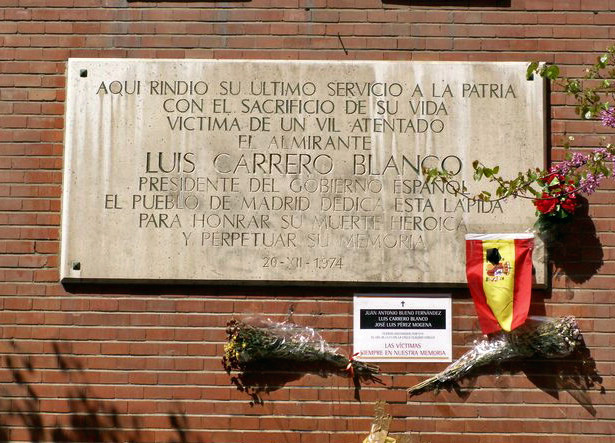
Insegna alla memoria dell'Ammiraglio Luis Carrero Blanco, allora capo del governo, ucciso dall'ETA: la sua automobile saltò in aria a causa di un ordigno, con 100 chili di esplosivo, collocato sotto la strada.

Il 21 giugno 1992 un'autobomba esplode nel centro di Madrid al passaggio di un convoglio militare, provocando sette morti e 36 feriti. Nel 1995 l'ETA uccide Gregorio Ordóñez, presidente del Partito Popolare nei Paesi Baschi.
Nel 1997 avviene il rapimento, a Bilbao, di Miguel Ángel Blanco Garrido, consigliere comunale del Partito Popolare, successivamente assassinato, e avviene anche l'assassinio di un magistrato del Tribunale supremo, Rafael Martínez Emperador. Poco dopo, 23 capi del partito Herri Batasuna vengono condannati a sette anni di carcere con l'accusa di legami con l'ETA.
L'offensiva sempre più dura del governo Aznar costringe l'ETA, nel settembre 1998, ad annunciare la prima tregua a tempo indeterminato della sua storia.

#### Gli anni 2000
Ma all'inizio del 2000 riprendono le ostilità, con una serie di omicidi mirati. Ad Andoain, il 7 maggio 2000, viene assassinato il giornalista di El Mundo, José Luis López de Lacalle. Il 30 ottobre 2000 viene ucciso José Francisco Querol, giudice della camera militare della Corte suprema spagnola, e pochi giorni dopo è la volta dell'ex ministro Ernest Lluch. Il 24 settembre 2002 un agente della Guardia Civil venne ucciso fra le città di Leitza e Berastegi, nella provincia di Gipuzkoa; nello stesso episodio rimasero feriti altri due agenti.
Dopo gli attentati dell'11 settembre 2001, l'Unione europea inserisce l'ETA in una speciale lista contenente le organizzazioni terroristiche contro cui adottare misure di repressione.
Mentre il giudice Baltasar Garzón sospende le attività del partito Batasuna e ne sequestra i beni, la polizia francese arresta due capi dell'ETA.
Anche gli Stati Uniti hanno dichiarato Batasuna un'organizzazione terroristica nel maggio 2003, e nel dicembre dello stesso anno viene catturato il presunto capo dell'organizzazione, Ibon Fernández de Iradi, sfuggito all'arresto un anno prima. In primo momento le autorità spagnole attribuirono all'ETA gli attentati ai treni di Madrid dell'11 marzo 2004, ma le inchieste parlamentari e giudiziarie non hanno poi confermato questa ipotesi.
Gli ultimi attentati mortali addebitati all'ETA sono l'uccisione, il 1º dicembre del 2007, delle due guardie civili Fernando Trapero, di 23 anni, e Raúl Centeno, di 24, dell'imprenditore Ignacio Uría Mendizábal, 71 anni, proprietario e fondatore dell'impresa Altuna y Uría, impegnata nella costruzione della ferrovia ad alta velocità nei Paesi Baschi, avvenuto il 5 dicembre 2008, e, infine, di Isaías Carrasco, ex consigliere comunale del Partito Socialista Basco, ucciso il 7 marzo 2008 fuori dalla sua abitazione a Mondragón, nei Paesi Baschi. Prima di quest'ultima azione, l'ETA ha provocato e rivendicato decine di attentati, che in gran maggioranza non hanno provocato vittime per l'abitudine dell'ETA di effettuare una telefonata di avvertimento due ore prima dell'esplosione. La maggior parte sono riconducibili ad azioni dimostrative (come quelli verso obiettivi turistici) oppure a fini estorsivi ai danni di imprenditori baschi. Infatti, l'ETA ha continuato a finanziarsi tramite una fitta rete d'estorsione che ha colpito direttamente migliaia di imprenditori baschi e della vicina regione della Navarra.
Il 22 marzo 2006, l'organizzazione annuncia con un comunicato alla rete televisiva EITB e al giornale Berria una tregua con l'obiettivo di trovare una soluzione democratica al conflitto basco, tregua interrotta il 30 dicembre 2006 con l'esplosione di un furgone-bomba in un parcheggio multipiano del terminal 4 dell'aeroporto Barajas di Madrid. A fronte dei 2 morti e dei 19 feriti, il premier spagnolo Zapatero annuncia la sospensione del dialogo di pace con l'ETA.
Alle 3:30 del 17 novembre 2008 viene catturato a Cauterets in Francia Mikel Garikoitz Aspiazu Rubina, nome di battaglia "Txeroki". Secondo il governo spagnolo, Txeroki sarebbe il capo dei commando ETA da cinque anni ed è il terrorista più ricercato di Spagna. L'8 dicembre 2008 viene catturato a Gerde, in Francia, il suo presunto successore al comando militare di ETA, Aitzol Iriondo, insieme a Eneko Zarrabeitia Salterain e al liberado Aitor Artetxe. Ore più tardi vengono fermate a Irún altre tre persone, considerate responsabili di aver collaborato all'incontro tra i tre etarra nella località francese.
Il 31 dicembre 2008 è stata colpita a Bilbao la sede principale dell'Euskal Irrati Telebista, la radio televisione basca.
Il 18 aprile 2009 viene arrestato a Perpignano, in territorio francese, Jurdan Martitegi Lizaso, soprannominato il "gigante del comando Vizcaya" per via dei suoi quasi 2 metri di statura e per la sua appartenenza all'importante commando etarra, ora disarticolato dalle autorità. Martitegi si stava recando, insieme al liberado Mikel Oroz, a un incontro con il legal Alex Uriarte Cuadrado, nipote di Eloy Uriarte Díaz de Gereñu, storico esponente dell'organizzazione, conosciuto con il nome di "Señor Robles". Nell'ambito della stessa indagine, sono state arrestate in territorio spagnolo altre sei persone.
Un attentato è avvenuto il 29 luglio 2009 a Burgos, con 65 feriti, e il 30 luglio 2009 a Maiorca con due agenti della Guardia Civil uccisi.
Il 28 febbraio 2010 viene catturato in Normandia (Francia), con un'operazione congiunta franco-spagnola, il nuovo capo militare dell'ETA ricercato dal 1997 Ibon Gogeaskoetxea (nome di battaglia "Arronategui"), assieme ad altri due dirigenti del gruppo separatista.
Il 20 maggio 2010 è stato arrestato il presunto responsabile dell'ala militare dell'organizzazione, Mikel Kabikoitz Karrera Sarobe, noto con l'alias di "Ata", nella località francese di Bayonne.

### La tregua del 2011
Il 10 gennaio 2011, l'ETA, inattiva da 17 mesi, annunciò un cessate il fuoco da loro definito «permanente», «generale» e «verificabile dalla comunità internazionale», anche se la sensazione di una tregua si era già avuta verso il mese di settembre del 2010, quando annunciò la fine delle operazioni offensive. Questa decisione fu presa dai capi dell'organizzazione per avviare un processo di soluzione definitiva e per la fine dello scontro armato, nonostante abbiano continuato a sostenere il diritto all'autodeterminazione e all'unificazione dei territori baschi.
Il 17 ottobre 2011, con un comunicato di un responsabile del PNV che ha chiesto l'anonimato, l'ETA ha deciso di porre definitivamente fine alla violenza, con l'intenzione di fare un annuncio ufficiale in tal senso. Il 20 ottobre 2011 l'Eta ha infatti annunciato la "cessazione definitiva della sua attività armata".
L'8 aprile 2017, come preannunciato alcuni giorni prima, l'ETA consegna, facendoli ritrovare in territorio francese, i propri depositi di armi. All'appello mancano comunque un centinaio di armi, questo perché essendo i dirigenti dell'ETA tutti agli arresti, i membri attivi dell'organizzazione che si trovavano ancora in libertà (una trentina circa) non erano a conoscenza di tutte le ubicazioni. 
Nel 2018 viene annunciato lo scioglimento definitivo del gruppo, da attuarsi nel primo fine settimana di maggio. Oltre a questo, attraverso un comunicato pubblicato dal quotidiano basco Gara, è stata fatta ammenda ufficiale per le sofferenze causate alla popolazione in 50 anni di lotta armata, che hanno provocato quasi mille morti.
Nell'ultimo video-messaggio dell'organizzazione, diffuso il 3 maggio 2018, la voce del latitante Josu Urrutikoetxea (alias "Josu Ternera") annunciava: «Abbiamo smantellato tutte le nostre strutture operative - dice Urrutikoetxea - ed è conclusa qualsiasi attività dell'ETA. Questa organizzazione non sarà più un attore che assuma posizioni politiche o promuova iniziative. Quest'ultima decisione vuole favorire una nuova fase storica. L'ETA nacque da questo popolo e ora in questo popolo si scioglie». Dopo Urrutikoetxea interviene anche María Soledad Iparraguirre Guenechea (alias "Anboto", e alias "Marixol" fino al 1994), che fu una degli ultimi capi dei commandos operativi e che ora è detenuta in Francia.

## Ideologia e struttura organizzativa

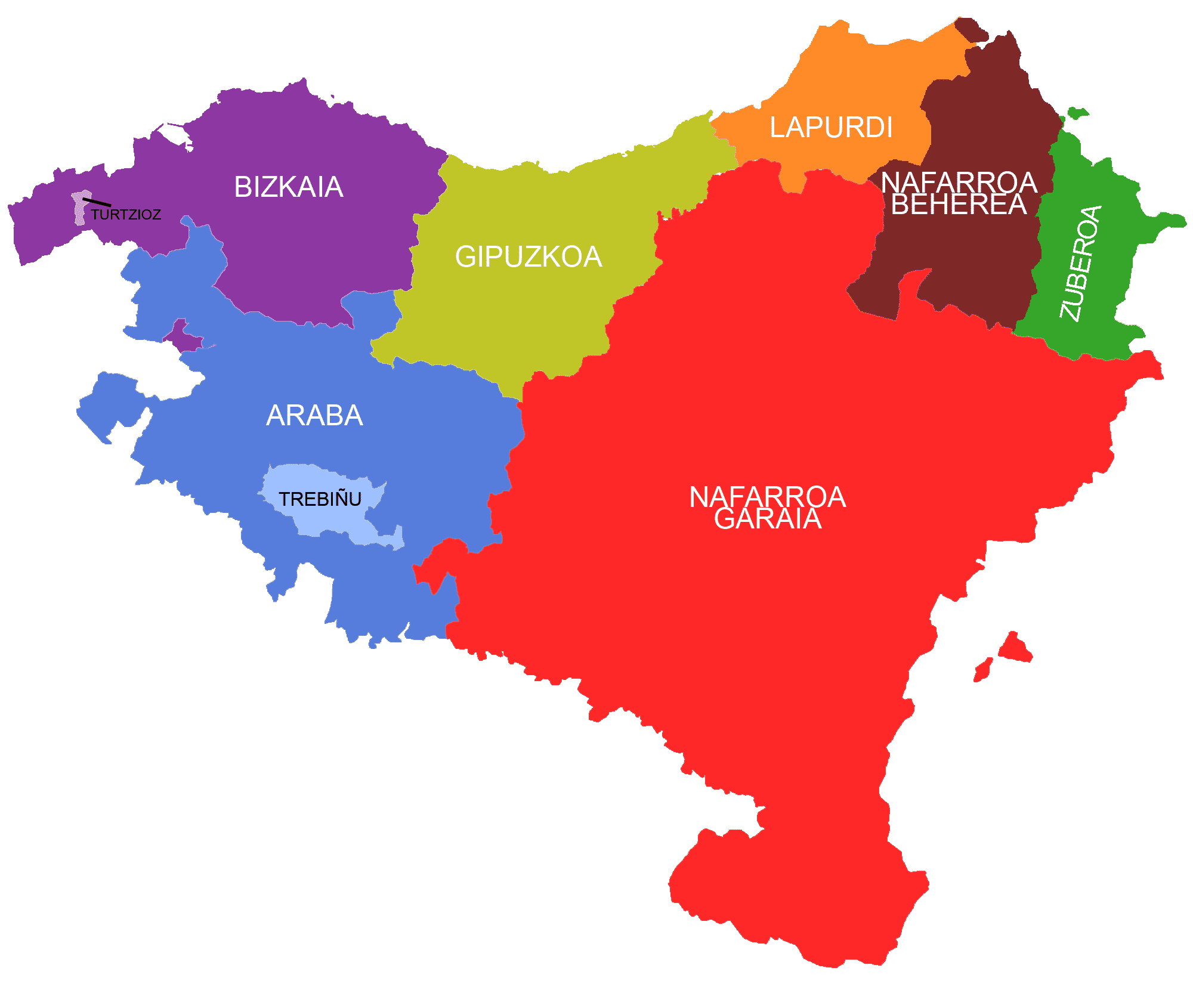
Mappa del territorio rivendicato dall'ETA per la creazione dell'Euskal Herria. Le province di Lapurdi, Zuberoa e Nafarroa Beherea sono in Francia, le restanti in Spagna.

L'organizzazione propugnava, attraverso il ricorso ad azioni violente, l'indipendenza politica della comunità basca e la creazione di uno Stato socialista denominato Euskal Herria. Tale Stato avrebbe dovuto comprendere le tre province dell'attuale comunità autonoma spagnola di Euskadi (Bizkaia con capoluogo Bilbo, Gipuzkoa con capoluogo Donostia e Araba con capoluogo Gasteiz), la comunità autonoma di Nafarroa e le tre province basche del sud ovest della Francia (Lapurdi, Zuberoa e Baxenabarre), per un totale di sette province. Il sentimento di identità nazionale presente in queste regioni è in gran parte dovuto alla lingua basca, un idioma estraneo alla matrice indoeuropea e di cui tuttora non si conoscono le radici etimologiche (sebbene la teoria più accreditata sia l'origine pre-indoeuropea, ossia le parlate nella penisola iberica prima delle invasioni indoeuropee, avvenute intorno al 1200 a.C.).
Il suo simbolo era un serpente che si avvolge attorno a un'ascia; accanto vi è il motto Bietan jarrai ("Perseguire entrambi"), riferito al perseguimento della lotta politica e di quella armata, attraverso i valori di patria e libertà.
I membri di ETA venivano comunemente chiamati etarras (singolare: etarra), un neologismo creato dalla stampa spagnola unendo il nome stesso dell'organizzazione con il suffisso usato in euskera per denominare gli abitanti di una data località (in italiano suonerebbe come "etani" o "etesi"). Altri termini comunemente usati erano liberado, che indicava chi si era rifugiato in Francia, legal, che indicava chi non era stato ancora schedato dalla polizia, e quemado, che si riferiva a chi era libero dopo essere stato detenuto.